# Jonas Brothers
Jonas Brothers – amerykański zespół, pochodzący z Wyckoff w stanie New Jersey grający pop-rock.
Jego skład tworzy trzech braci Jonas: Kevin, Joe i Nick. Wydali cztery albumy – It’s About Time w 2006, Jonas Brothers w 2007, A Little Bit Longer w 2008 i Lines, Vines and Trying Times w 2009. 28 lutego 2019 roku powrócili do grania i wydali piosenki „Sucker” oraz „Cool”.
Grupa była nominowana do Nagrody Grammy w kategorii Best New Artist za rok 2009.

## Życiorys

### Początki kariery i solowy album Nicka Jonasa (1999–2005)
Początkowym stadium zespołu była kariera solowa Nicka Jonasa. Gdy miał 6 lat, jego talent został odkryty przez profesjonalnego menadżera podczas wizyty u fryzjera. Gdy miał 7 lat, zaczął występować na Broadwayu. Występował w kilku przedstawieniach, takich jak: Opowieść wigilijna (w 2000 jako Tiny Tim i Scrooge w wieku ośmiu lat), Annie Get Your Gun (w 2001 jako Little Jake), Piękna i Bestia (w 2002 jako Chip), i Nędznicy (w 2003 jako Gavroche). Gdy przestano grać „Nędzników”, występował w „The Sound of Music” (jako Kurt) w Paper Mill Playhouse.
W 2002 roku podczas występów w Pięknej i Bestii, Nick napisał ze swoim ojcem piosenkę Joy To The World (A Christmas Prayer). Wykonał ją wraz z obsadą Pięknej i Bestii w 2002 roku na corocznej broadwayowskiej płycie Equity Fights AIDS, Broadway’s Greatest Gifts: Carols for a Cure, Vol. 4. W listopadzie 2003 roku, INO Records otrzymało kopię demo utworu Joy To The World (A Christmas Prayer). Wytwórnia wyemitowała ją na antenie chrześcijańskiej rozgłośni radiowej, gdzie zyskała ona ogromną popularność na chrześcijańskiej liście przebojów Record & Radio’s Christian Adult Contemporary Chart. Podczas gdy Nick pracował nad swoim solowym projektem (płytą Nicholas Jonas), Joe podążył jego krokami występując na Broadwayu, w „La Bohème”.
W sierpniu 2004 roku wytwórnia Columbia Records dowiedziała się o piosence Nicka. Podpisał kontrakt z wytwórnią i wydał singiel „Dear God”. Kolejny singiel, „Joy To The World (A Christmas Prayer)” (nagrany solo), był wydany 16 listopada. Kolejnym projektem miała być solowa płyta Nicolasa wydana w grudniu, lecz termin ten został przesunięty. W rezultacie ukazała się tylko w serii limitowanej. Nick, wraz z braćmi Kevinem i Joe, napisali kilka innych piosenek na płytę.

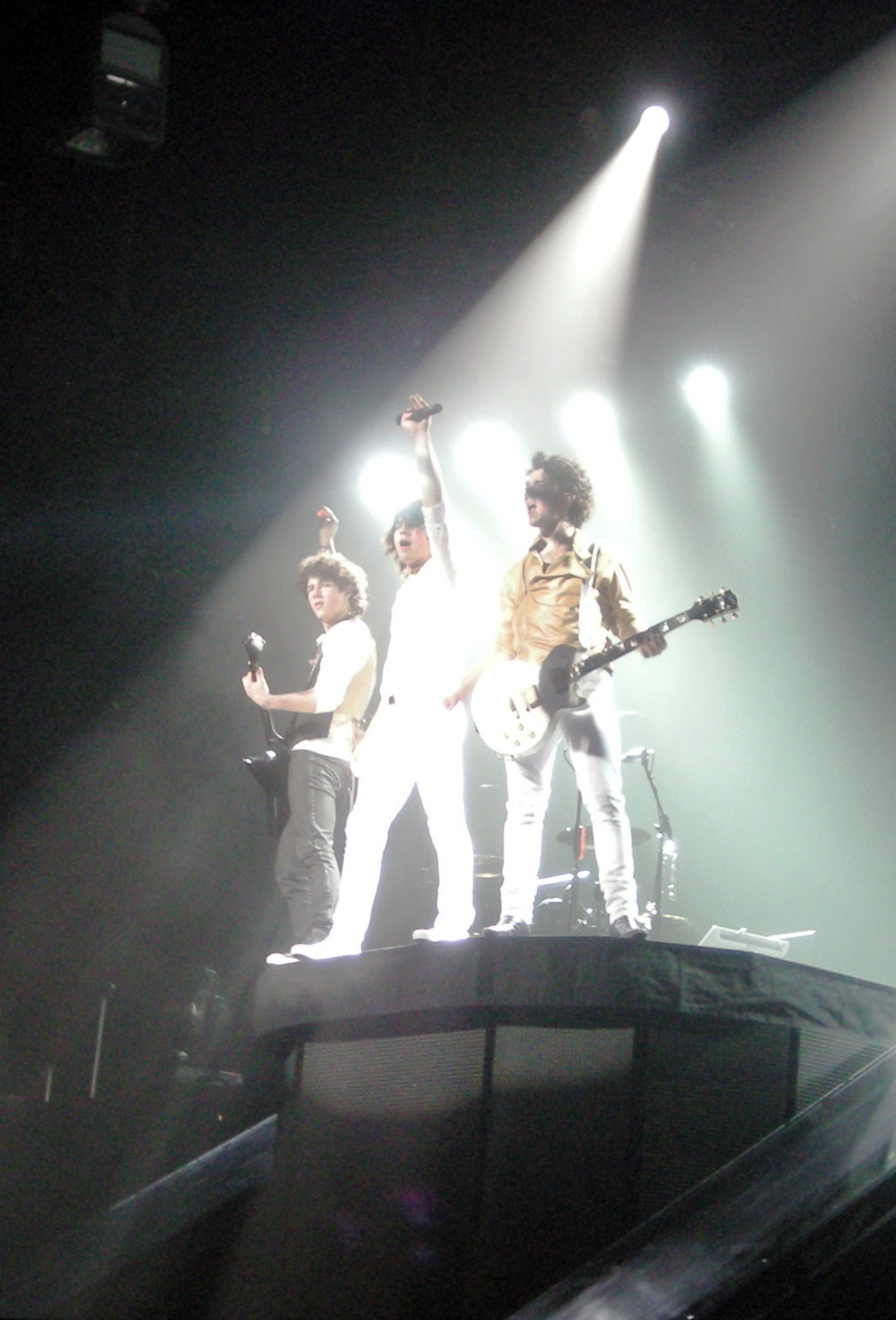
Jonas Brothers podczas koncertu w lutym 2008

Na początku 2005 roku nowy prezes wytwórni Columbia Records wysłuchał płyty Nicka. Płyta nie przypadła mu do gustu, jednak był pod wrażeniem jego głosu. Po spotkaniu z Nickiem i wysłuchaniu piosenki „Please Be Mine” napisanej i zagranej z braćmi, Columbia Records zdecydowała się podpisać kontrakt z trzema braćmi.

### It’s about time (2005–2006)
Po podpisaniu kontraktu bracia szukali nazwy dla swojego zespołu. Zanim wybrali „Jonas Brothers”, brali jeszcze pod uwagę „Sons Of Jonas”.
W roku 2005 Jonas Brothers występowali na kilku trasach koncertowych, między innymi Kelly Clarkson, Jessego McCartneya, Backstreet Boys i The Click Five. Następnie brali udział w anty-narkotykowej trasie z Aly & AJ i The Cheetah Girls. Dodatkowo, stanowili support na koncertach The Veronicas na początku 2006 roku.
Podczas pracy nad płytą It’s About Time, zespół współpracował z różnymi autorami piosenek, takimi jak Adam Schlesinger (Fountains of Wayne), Michael Mangini (Joss Stone), Desmond Child (Aerosmith, Bon Jovi), Billy Mann (Destiny’s Child, Jessica Simpson) and Steve Greenberg (Joss Stone, Hanson). Początkowo album miał być wydany w lutym 2006, ale kilka razy zmieniano datę. Było to spowodowane zmianą zarządu w Sony, z którym współpracowało Columbia Records. Jonas Brothers wykonali do albumu covery dwóch przebojów brytyjskiego zespołu Busted – Year 3000 i What I Go to School For.
Ich pierwszy singiel Mandy został wydany 27 grudnia 2005 r. Teledysk do utworu wyemitowano po raz pierwszy w programie MTV Total Request Live 22 lutego 2006 r. uplasował się na czwartym miejscu. Kolejna piosenka, Time for Me to Fly, została wydana na ścieżce dźwiękowej do filmu Akwamaryna, również w lutym. W marcu, Mandy była przedstawiona w specjalnym odcinku serialu telewizyjnego Zoey 101 „Zoey 101: Spring Break-Up” oraz na składance płytowej „Zoey 101: Music Mix”. Muzyka zespołu była również wykorzystana w „Kreskówkowych Piątkach” na kanale Cartoon Network. Zespół wykonał piosenkę „Yo Ho (A Pirate’s Life for Me)” z filmu Piraci z Karaibów na płytę DisneyMania 4, wydaną 4 kwietnia 2006 r. Latem 2006 roku, Jonas Brothers pojechali w trasę koncertową z Aly & AJ. Jonas Brothers napisali także piosenkę do serialu Disneya Amerykański smok Jake Long, emitowanego od czerwca 2006 do września 2007 na kanale Disney Channel.
Płyta It’s About Time została wydana 8 sierpnia 2006 r. w nakładzie 50 tys. kopii. Ponieważ Sony nie chciał więcej współpracować z zespołem, Jonas Brothers rozważali zmianę wytwórni.
3 października 2006 solowy singiel Nicka z 2004 roku „Joy to the World (A Christmas Prayer)”, był ponownie wydany na płycie „Joy to the World: The Ultimate Christmas Collection”. W październiku, Jonas Brothers wykonali piosenkę z filmu Mała Syrenka, "Poor Unfortunate Souls". Piosenka była wydana, wraz z teledyskiem, na specjalnym dwupłytowym wydaniu ścieżki dźwiękowej do filmu.
Kolejnym singlem z płyty It’s About Time była piosenka Year 3000, która zyskała ogromną popularność na Radio Disney. Teledysk miał swoją premierę na Disney Channel w styczniu 2007.
Zespół zerwał kontrakt z wytwórnią Columbia Records na początku 2007 roku.

### Jonas Brothers (2007–2008)
Pozostając przez chwilę bez wytwórni, Jonas Brothers podpisali kontrakt z Hollywood Records w lutym 2007. W tym samym czasie zaczęli występować w reklamach telewizyjnych słodyczy Baby Bottle Pops, śpiewając do nich piosenkę. 24 marca wydali piosenki do dwóch płyt: „Kids of the Future” na ścieżce dźwiękowej do filmu „Rodzinka Robinsonów” oraz utwór „I Wanna Be Like You” (cover utworu z filmu Księga dżungli) na płycie DisneyMania 5.
Ich druga płyta Jonas Brothers została wydana 7 sierpnia 2007. Osiągnęła piątą pozycję na liście Billboard Hot 200 już w pierwszym tygodniu. Dwa single wraz z teledyskami były wydane w mniej więcej tym samym czasie: Hold On dwa tygodnie przed i S.O.S. tuż po wydaniu płyty.
W sierpniu Jonas Brothers wystąpili kilkakrotnie w telewizji. 17 sierpnia wystąpili gościnnie w serialu Disney Channel Hannah Montana zatytułowanym „Me and Mr. Jonas and Mr. Jonas and Mr. Jonas”. Wystąpili również z Miley Cyrus w piosence „We Got The Party”, pokazanej w tym odcinku, który był wyemitowany tuż po premierze filmu High School Musical 2 i był obejrzany przez ponad 10 milionów widzów. 24 sierpnia Jonas Brothers zagrali dwie piosenki na konkursie wyborów Miss USA. Następnego dnia wyemitowano ceremonię zakończenia Igrzysk Disney Channel, na którym wystąpił zespół. Występ był kręcony 27 sierpnia 2007 w Orlando na Florydzie. 26 sierpnia Jonas Brothers wręczali razem z Miley Cyrus nagrodę na Teen Choice Awards. To właśnie podczas tej uroczystości Kevin ogłosił, że wybierają się w trasę koncertową Best of Both Worlds Tour razem z odtwórczynią głównej roli w serialu Hannah Montana. Wystąpili również na American Music Awards 18 października 2007, śpiewając piosenkę „S.O.S.”.
22 listopada 2007 bracia wystąpili na 81. corocznej paradzie Macy’s Thanksgiving Day Parade. Na koniec roku 2007 wystąpili ze swoimi singlami „Hold On” i „S.O.S.” na koncercie Dick Clark’s New Year’s Rockin’ Eve. Kevin Jonas był współtwórcą tekstu piosenki dla piosenkarki Malese Jow.
Jonas Brothers rozpoczęli swoją trasę koncertową Look Me In The Eyes Tour 31 stycznia 2008 w Tucson, w stanie Arizona. Zaśpiewali na niej kilka piosenek, które mają się ukazać na ich trzecim studyjnym albumie A Little Bit Longer.
Na rodzinę spadła wiadomość, że Nick Jonas cierpi na cukrzycę typu I. Mimo to bracia nie zerwali postanowień i zagrali na wszystkich zaplanowanych koncertach.

### A Little Bit Longer (2008–2009)
Trzeci album studyjny zespołu, A Little Bit Longer, został wydany w Stanach Zjednoczonych 12 sierpnia 2008 roku w technologii CDVU+. 24 czerwca iTunes ogłosił, że co dwa tygodnie będzie wydawał cztery piosenki przed premierą płyty. Każda z czterech wydanych w ten sposób piosenek (Burnin’ Up, Pushin' Me Away, Tonight, A Little Bit Longer) osiągnęła pierwsze miejsce na iTunes i utrzymała się na nim przez co najmniej trzy dni.
Zaraz po zakończeniu trasy koncertowej Look Me in the Eyes Tour 22 marca 2008, Jonas Brothers ogłosili, że będą supportem na trasie Avril Lavigne Best Damn Tour razem z zespołem Boys Like Girls, ale tylko od maja do czerwca w Europie.
Zespół wystąpił w filmie Camp Rock produkcji Disney Channel, gdzie występowali jako zespół Connect Three. Joe wcielił się w postać Shane’a Graya, głównego bohatera męskiego; Nick – Nate’a; Kevin – Jasona. Ścieżka dźwiękowa do filmu została wydana 17 czerwca 2008 i zadebiutowała na trzecim miejscu listy Billboard 200, sprzedając się w ponad 188 tys. egzemplarzy w pierwszym tygodniu. Camp Rock miał swoją premierę 20 czerwca na amerykańskim Disney Channel oraz kanadyjskim Family Channel. W Polsce premiera odbyła się 3 października 2008 na Disney Channel.
Podczas kręcenia Camp Rocka, Jonas Brothers napisali kilka piosenek dla koleżanki z planu filmowego Demi Lovato, na jej debiutancki album, Don't Forget. Płyta zostanie wydana 23 września w Stanach Zjednoczonych. Bracia są również współproducentami płyty i śpiewają z nią jedną piosenkę z płyty (On The Line).
Reality show z udziałem zespołu, Jonas Brothers: Spełnione marzenia, miał swoją premierę na amerykańskim Disney Channel 16 maja 2008. Serial, który zszedł z anteny 5 września 2008 opowiadał o kulisach życia zespołu podczas trwania trasy Look Me in the Eyes Tour.
Latem 2008 roku Jonas Brothers rozpoczęli trasę koncertową po Ameryce Północnej Burning Up Tour, promującą płytę A Little Bit Longer i ścieżkę dźwiękową z filmu Camp Rock. Nie obyło się oczywiście bez starszych hitów z poprzednich płyt: It’s About Time i Jonas Brothers. Trasa rozpoczęła się 4 lipca, z zakończyła 5 września 2008. Podczas występów kręcony był film 3D, w którym wystąpiła również ich bliska przyjaciółka i piosenkarka country Taylor Swift, która zaśpiewała swój najnowszy singiel Should’ve Said No. Film ma mieć swoją premierę 22 lutego 2009 w kinach. Nick Jonas ogłosił, że wraz z braćmi, napisali już pięć nowych piosenek na ich czwartą płytę.
Jonas Brothers ustanowili rekord, będąc pierwszym zespołem, którego trzy kolejne single były pobrane ponad 100 tys. razy: „Burnin’ Up” – ponad 183 tys., „Play My Music” – ponad 109 tys. i „Pushin' Me Away” – ponad 116 tys. razy. W dodatku każda z nowych piosenek z płyty A Little Bit Longer: Burnin’ Up, Pushin' Me Away i Tonight zajęły pierwsze miejsce na iTunes w dziale „Top Songs”.
Zespół znalazł się również na okładce magazynu Rolling Stone w lipcowym numerze.
4 sierpnia 2008 bracia wystąpili w programie The Tonight Show, gdzie wykonywali piosenkę Burnin’ Up przed dużą publicznością.
W listopadzie 2008 roku w USA premierę miała książka autorstwa Kevina, Joe i Nicka Jonasów, pt. „Burnin’ up Book”, w której bracia opisali swoje wrażenia z koncertów. Książka zawiera dużo ekskluzywnych zdjęć z trasy koncertowej.
W grudniu 2008 roku Jonas Brothers zostali nominowali do nagrody Grammy.
26 lutego 2009 roku na ekrany kin wszedł trójwymiarowy koncert Jonas Brothers Jonas Brothers 3D Concert Experience. Pokazuje on przygotowania do koncertu z trasy koncertowej „Burnin’ up Tour” i jeden z koncertów. W filmie występują gościnnie Demi Lovato i Taylor Swift.
Ostatnio zostało potwierdzone, że Jonas Brothers będą pracować z producentem R&B Timbalandem nad piosenką „Dumb” na jego nową płyę Shock Value 2, która ma być wydana w 2009.
W wywiadzie Chris Brown powiedział JustJared.com że „Być może będzie z nimi nad czymś pracował. Jeśli będą mnie chcieli na płycie, to wystąpię, ale chciałbym nagrać dla nich płytę.
Jonas Brothers wystąpili gościnnie w Saturday Night Live 14 lutego 2009. Był to ich debiut w tym programie. W 2008 roku bracia tworzyli swój własny serial Jonas opowiadający o losach trzech braci, którzy mają własny zesół, lecz pomimo sławy próbują wieść normalne życie. Serial emitowany był na kanale Disney Channel.

### Lines, Vines and Trying Times(2009)
Na początku 2009 roku Jonas Brothers zaczęli pracować nad czwartym studyjnym albumem. Przy kilku okazjach mówili, że piszą piosenki na nową płytę od czasu trasy Burnin’ Up Tour w 2008 r.
W wywiadzie dla magazynu Rolling Stone Jonas Brothers ogłosili, że Lines, Vines And Trying Times jest tytułem ich czwartej płyty.
11 marca 2009 zespół ogłosił daty nowej, światowej trasy koncertowej, która miała rozpocząć się w połowie 2009 roku.
23 maja odbyła się premiera teledysku do pierwszego singla – Paranoid na oficjalnym kanale YouTube zespołu, natomiast 7 czerwca na tej samej stronie opublikowane zostało video do piosenki Fly with Me. Album Lines, Vines and Trying Times miał trafić do sklepów 16 czerwca 2009 zarówno w USA, jak i w Polsce. W tymże roku pracowali na planie serialu Jonas L.A kontynuacji J.O.N.A.S.

### 2010
Pod koniec roku 2009 Jonas Brothers ogłosili, że latem 2010 planują wyruszyć w kolejną trasę koncertową. W roku 2010 ukazała się także ścieżka dźwiękowa do serialu Jonas. W tym roku bracia ogłosili iż rozstają się. Nick Jonas stworzył własny zespół Nick Jonas And The Administration, z którym nagrał płytę Who I Am. Joe Jonas z kolei rozpoczął prace nad swoją solową płytą Fastlife. Z kolei Kevin postanowił skupić się na swoim małżeństwie. Potem nagrali razem piosenkę, która początkowo była przeznaczona na płytę Joe Jonasa Dance Until Tomorrow.

### 2012
W 2012 roku na kanale E! rozpoczęła się emisja serialu Married To Jonas pokazujący życie małżeństwa Danielle i Kevina Jonas. W tymże serialu ogłoszone zostało, że Jonas Brothers ponownie będzie razem. Ich wielkim powrotem był koncert zagrany w Październiku 2012 roku w Radio City Music Hall gdzie bracia przedstawili swoje nowe piosenki: First Time, Let's go i Wedding Bells. Po zaprezentowaniu Wedding Bells fani zaczęli spekulować, że jest ona o Miley Cyrus, z którą spotykał się najmłodszy z braci Nick. Miley potwierdziła te przypuszczenia mówiąc, że piosenka faktycznie jest o niej. Ogłoszono wydanie nowej płyty, która początkowo miała ukazać się pod koniec roku, jednak jej wydanie przeniesiono na koniec 2013 roku.

### 2013
W lutym 2013 roku bracia wydali singiel Pom Poms, który razem z teledyskiem opublikowany został na stronie YouTube. Jonas Brothers zapowiedziali, że kolejnym singlem będzie First Time. W tym roku zespół wyruszył na trasę koncertową po Ameryce Południowej, a potem rozpoczął trasę po Stanach Zjednoczonych. Bracia na Facebooku ogłosili, że planują kolejną trasę tym razem na całym świecie. W czerwcu 2013 roku świat obiegła informacja, że najstarszy z braci Kevin Jonas zostanie ojcem. Jonas Brothers poprowadzili wybory Miss USA i podczas tej uroczystości zaprezentowali fragment swojego nowego utworu Neon. Zespół wydał płytę z trasy koncertowej 2013. W 2013 roku na skutek konfliktu zespół oficjalnie się rozpadł.

### 2019: Powrót oraz singiel „Sucker”
28 lutego 2019 roku Jonas Brothers za pośrednictwem mediów społecznościowych i programu "The Late Late Show with James Corden" ogłosili powrót oraz wydanie nowego singla "Sucker". Piosenka wraz z teledyskiem pojawiła się dzień później – 1 marca 2019 roku.

## Trasy koncertowe

### Jonas Brothers Fall 2005 Promo Tour
5 listopada 2005 – 17 grudnia 2005

### Jonas Brothers American Club Tour
28 stycznia 2006 – 3 marca 2006
Trasa promująca ich pierwszą płytę It’s About Time.

### Marvelous Party Tour
25 czerwca 2007 – 21 października 2007
Trasa promująca album Jonas Brothers w stylu balu maturalnego „prom”.

### Best of Both Worlds Tour
18 października 2007 – 9 stycznia 2008
Jonas Brothers wystąpili gościnnie na trasie koncertowej Miley Cyrus/Hannah Montana Wystąpili również w wersji 3-D koncertu, który miał premierę w kinach 1 lutego 2008 r.

### Look Me in the Eyes Tour
31 stycznia 2008 – 22 marca 2008
Na ostatni koncert z trasy Look Me in the Eyes Tour Jonas Brothers przyprowadzili swoją rodzinę, przyjaciół, zespoły, które z nimi występowały i cały sztab ludzi, z którymi pracowali i zaśpiewali wspólnie piosenkę zespołu Queen We Are the Champions. Ich supportem był zespół Rooney i okazjonalnie Valora i Menudo.

### Burning Up Tour
4 lipca 2008 – 5 września 2008
Trasa Burning Up Tour promowała album A Little Bit Longer oraz muzykę z filmu Camp Rock. Supportem ma być ich koleżanka z planu Camp Rock, Demi Lovato, z którą Jonas Brothers pracowali nad jej debiutancką płytą.

### World Tour 2009
17 maja 2009 – 24 października 2009
Światowa trasa promująca czwarty album zespołu Lines, Vines And Trying Times. Supportem miał być zaprzyjaźniony zespół Honor Society, a gościem specjalnym Jordin Sparks oraz Demi Lovato i Miley Cyrus.

### Live in Concert Tour 2010
Trasa koncertowa będzie promować ścieżkę dźwiękową do filmu Camp Rock 2: Wielki finał. Podczas tej trasy Jonas Brothers byli w USA, lecz 15 października 2010 zaczęli koncertować w Ameryce Południowej.

### America Tour
Trasa promująca piąty album, odbywająca się w krajach Ameryki Południowej

### USA Tour 2013
Trasa po Stanach Zjednoczonych promująca album V.

## Działalność charytatywna
W roku 2007 Jonas Brothers zarobili około 12 milionów dolarów, z czego 10% przeznaczyli na fundację Nicka Change for the Children Foundation. Oznacza to, że przekazali 1,2 miliona dolarów.

## Muzycy
Obecny skład zespołu
- Kevin Jonas – gitara, wokal wspierający (2005–2013, 2019–)
- Joe Jonas – wokal prowadzący, gitara, instrumenty klawiszowe (2005–2013, 2019–)
- Nick Jonas – wokal prowadzący, gitara, gitara basowa, instrumenty klawiszowe, perkusja (2005–2013, 2019–)

Muzycy koncertowi
- Alexander Noyes – perkusja (2005–2006)
- John Taylor – gitara, wokal wspierający (2005–2013)
- Greg Garbowsky – gitara basowa, instrumenty perkusyjne, wokal wspierający (2005–2013)
- Jack Lawless – perkusja, instrumenty perkusyjne (2006–2013)
- Ryan Liestman – instrumenty klawiszowe, wokal wspierający (2008–2013)
- Paris Carney-Garbowsky – wokal wspierający, instrumenty perkusyjne, gitara (2010–2013)
- Megan Mullins – skrzypce, wokal wspierający (2010–2013)
- Marcus Kincy – instrumenty klawiszowe (2012–2013)

## Dyskografia
Albumy studyjne
- It’s About Time (2006)
- Jonas Brothers (2007)
- A Little Bit Longer (2008)
- Lines, Vines and Trying Times (2009)
- Happiness Begins (2019)
- The Album(inne języki) (2023)

## Filmografia

### Filmy lub seriale
| Rok  | Tytuł                              | Rola Joe    | Rola Nicka | Rola Kevina | Rola Frankiego        | Notatki                   |
| ---- | ---------------------------------- | ----------- | ---------- | ----------- | --------------------- | ------------------------- |
| 2007 | Hannah Montana                     | Joe         | Nick       | Kevin       |                       | Gościnnie                 |
| 2008 | Best of Both Worlds Concert        | Joe         | Nick       | Kevin       |                       | Nagranie z koncertu       |
| 2008 | Jonas Brothers: Spełnione marzenia | Joe         | Nick       | Kevin       | Frankie               | Reality Show              |
| 2008 | Igrzyska Disney Channel 2008       | Joe         | Nick       | Kevin       |                       | zawody sportowe i koncert |
| 2008 | Camp Rock                          | Shane Gray  | Nate       | Jason       |                       | Film telewizyjny          |
| 2008 | Band In A Bus                      | Joe         | Nick       | Kevin       |                       | będzie wydane na DVD      |
| 2008 | J.O.N.A.S!                         | Joe Lucas   | Nick Lucas | Kevin Lucas | Frankie Lucas         | Główne role               |
| 2009 | Camp Rock 2: Wielki finał          | Shane Gray  | Nate       | Jason       | Trevor                | Film telewizyjny          |
| 2009 | Jonas Brothers: Koncert 3D         | Joe         | Nick       | Kevin       | przechodzień na ulicy | Trójwymiarowy Koncert     |
| 2010 | Rozpalić Cleveland                 | Will        | –          | –           | –                     | gościnnie                 |
| 2011 | Mr. Sunshine                       | –           | Eli Cutler | –           | –                     | gościnnie                 |
| 2011 | Ostatni prawdziwy mężczyzna        | –           | Ryan       | –           | –                     | gościnnie                 |
| 2012 | Smash                              | –           | Lyle West  | –           | –                     | gościnnie                 |
| 2012 | Total Drama Island                 | Trent(głos) | –          | –           | –                     | gościnnie                 |

### Gościnne występy
| Rok  | Show                             | Rola | Dodatkowe informacje                                       |
| ---- | -------------------------------- | ---- | ---------------------------------------------------------- |
| 2008 | Teen Choice Awards               | Gość | Prowadzili i zaśpiewali                                    |
| 2008 | Live with Regis and Kelly        | Gość | Wywiad i występ                                            |
| 2008 | American Idol                    | Gość | Zaśpiewali                                                 |
| 2008 | Rachel Ray                       | Gość | Tylko ich mama została zaproszona, aby o nich porozmawiać  |
| 2008 | C-SPAN                           | Gość | Obiad u Prezydenta                                         |
| 2008 | The Oprah Winfrey Show           | Gość | Udzielili wywiadu i zaśpiewali                             |
| 2008 | The Ellen Degeneres show         | Gość | Dwukrotnie; udzielili wywiadu i zaśpiewali                 |
| 2008 | Taniec z gwiazdami               | Gość | Zaśpiewali                                                 |
| 2008 | Access Hollywood                 | Gość |                                                            |
| 2008 | Kids Choice Awards               | Gość | Byli nominowani do kategorii najlepszego zespołu i wygrali |
| 2008 | The Tonight show with Jay Leno   | Gość | Zaśpiewali                                                 |
| 2008 | The Early Show                   | Gość | Zaśpiewali                                                 |
| 2008 | Jimmy Kimmel Live!               | Gość | Udzielili wywiadu i zaśpiewali                             |
| 2007 | Yo on E                          | Gość |                                                            |
| 2007 | What Perez Sez                   | Gość |                                                            |
| 2007 | Macy's thanksgiving day parade   | Gość | Zaśpiewali                                                 |
| 2007 | The Ellen Degeneres show         | Gość | Udzielili wywiadu i zaśpiewali                             |
| 2007 | Walt Disney Christmas Day Parade | Gość | Zaśpiewali                                                 |
| 2007 | Live with Regis and Kelly        | Gość | Nie było tam Kelly                                         |
| 2007 | Access Hollywood                 | Gość |                                                            |
| 2007 | Good Morning America             | Gość |                                                            |
| 2007 | Total Request Live               | Gość | Udzielili krótkiego wywiadu                                |
| 2007 | New Years Rockin Eve 2008        | Gość | Występowali na Times Square                                |
| 2007 | Early Show                       | Gość | Zaśpiewali                                                 |
| 2007 | Teen Choice Awards               | Gość | Razem z Miley Cyrus w 2007                                 |
| 2007 | American Music Award 2007        | Gość | Zaśpiewali                                                 |
| 2006 | Total Request Live               | Gość | Zaśpiewali: Mandy                                          |
| 2004 | Early Show                       | Gość | Zaśpiewali: Time for me to fly                             |

## Nagrody i nominacje

### Nagrody
- MTV Video Music Awards 2019: Najlepszy teledysk popowy: „Sucker”
- 2012 Shorty Awards: „Zespół roku”
- Golden Choice Awards 2010: Najlepszy Album
- Golden Choice Awards 2010: Najlepsza grupa
- Golden Choice Awards 2010: Złote serce
- Golden Choice Awards 2010: Gwiazda Roku
- NRJ Music Awards 2009: Międzynarodowa Rewelacja Roku
- Kids Choice Awards 2009: Ulubiony zespół
- Kids Choice Awards 2008: Ulubiony zespół
- What Perez Sez na VH1: Największa sensacja wśród nastolatków 2007
- 2008 Teen Choice Awards: „Singiel”: When you look me in the Eyes
- 2008 Teen Choice Awards: „Piosenka miłosna”: When you look me in the Eyes
- 2008 Teen Choice Awards: „Letnia piosenka”: Burnin’ Up”
- 2008 Teen Choice Awards: „Debiutujący zespół”
- 2008 Teen Choice Awards: „Ikona mody męskiej”
- 2008 Teen Choice Awards: „Ciacha roku”

### Nominacje
- MTV Video Music Awards 2019: Teledysk roku: „Sucker”
- MTV Video Music Awards 2019: Artysta roku
- MTV Video Music Awards 2019: Piosenka roku: „Sucker”
- MTV Video Music Awards 2019: Utwór lata: „Sucker”
- Poptastic! Awards: ogłoszono w Maju 2008
- MTV Video Music Awards – Najlepszy popowy teledysk („Burnin’ Up”)
- MTV Video Music Awards – Teledysk roku („Burnin’ Up”)
- Grammy 2008 – Najlepszy debiut roku 2008
- MTV Europe Music Awards – Zespół roku 2009
- Kids Choice Awards 2010 Nominacja za najlepszy zespół 27 marca 2010 rok